# Maisin
Los maisin son un grupo étnico de unos pocos miles de individuos que viven en Papúa Nueva Guinea nororiental, en la provincia de Oro Hablan dos dialectos regionales indígenas.
Al tiempo que practican el cultivo de roza y quema, son también cazadores y recolectores. Su religión es una mezcla de cristianismo y creencias tradicionales.
La mayoría de sus 3.000 habitantes viven en aldeas agrupadas a lo largo de la costa suroccidental de la bahía de Collingwood, con un núcleo aislado (Uwe) en el cabo Nelson. Lejos de las carreteras y los mercados, los aldeanos subsisten principalmente de la tierra y el mar, haciendo un uso extensivo de la selva tropical para huertos de tala y quema, caza y materiales para casas y canoas. A pesar del aspecto "tradicional" de las aldeas, los maisin llevan mucho tiempo integrados en la sociedad de Papúa Nueva Guinea.  
Las escuelas, creadas inicialmente por la misión anglicana y gestionadas ahora por el gobierno, existen en los pueblos desde 1902 y hoy casi todos los adultos pueden comunicarse al menos en inglés básico, así como en tok pisin y en su propia lengua maisin. Una cuarta parte o más de la población vive ahora en zonas urbanas de otras partes del país y sus remesas constituyen una parte esencial de la economía local. Los maisin son conocidos internacionalmente por su exquisita tela de corteza pintada (tela de tapa). 

## Problemas y acciones recientes
Durante la década de 1990, los maisin se aliaron con varias organizaciones no gubernamentales ecologistas, sobre todo Greenpeace, para oponerse a la tala comercial en las selvas tropicales situadas cerca de sus aldeas y fomentar un desarrollo a pequeña escala respetuoso con el medio ambiente. Su lucha quijotesca contra una empresa maderera, que había reclamado ilegalmente el acceso a sus tierras, suscitó una gran atención internacional hasta 2002, cuando los maisin derrotaron a la empresa en un juicio nacional. A pesar de esta victoria, la zona sigue en el punto de mira de los intereses madereros y mineros, y la comunidad está dividida en su apoyo u oposición a los proyectos de "desarrollo" a gran escala en la región.
En noviembre de 2007, los pueblos maisin y gran parte de la provincia de Oro sufrieron inundaciones devastadoras que destruyeron huertos y socavaron muchas casas. 